# Frank Leopold
Frank Leopold ist ein ehemaliger deutscher Basketballspieler.

## Leben
Leopold war DDR-Basketballnationalspieler, auf Vereinsebene spielte er für AdW Berlin und wurde mit der Mannschaft Meister der Deutschen Demokratischen Republik. Noch vor dem Ende der DDR wechselte er nach West-Berlin und spielte in der Saison 1989/90 für den DTV Charlottenburg in der Basketball-Bundesliga sowie im Europapokal.